# Margaret Gardiner

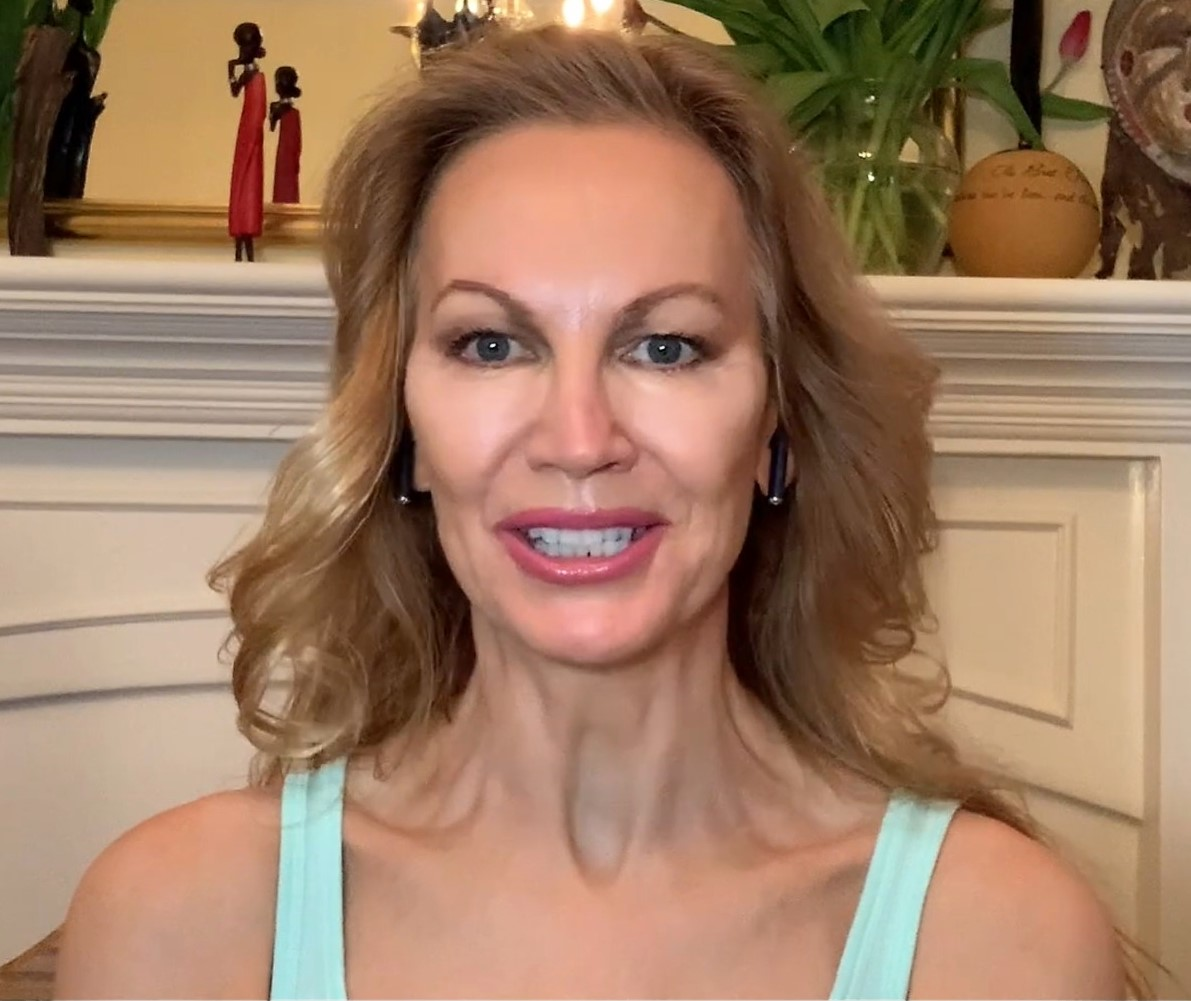
Zdjęcie Margaret Gardiner z jej kanału na YouTube.

Margaret Gardiner (ur. 21 sierpnia 1959 w Kapsztadzie, RPA) – w 1978 roku została Miss Universe. Była pierwszą zwyciężczynią konkursu pochodzącą z Afryki. W czasie konkursu zadano jej pytanie czy poślubiłaby człowieka czarnoskórego, odpowiedziała, że poślubi tego mężczyznę, którego pokocha.
Obecnie pracuje w Los Angeles jako dziennikarka prasowa i telewizyjna.